# Arranha-céu

O Burj Khalifa, em Dubai, nos Emirados Árabes Unidos, a maior estrutura feita pelo homem no mundo

Arranha-céu ou arranha-céus é um edifício alto continuamente habitável que tem mais de 40 andares e é mais alto que aproximadamente 150 metros. Historicamente, o termo referiu-se primeiramente a edifícios com 10 a 20 andares construídos na década de 1880. A definição mudou com o avanço da tecnologia de construção durante o século XX. Os arranha-céus podem hospedar escritórios comerciais ou residenciais, ou ambos. Para edifícios acima de uma altura de 300 m, o termo "supertall" pode ser usado, enquanto os arranha-céus que atingem mais de 600 m são classificados como "megatall".
Os arranha-céus, desde a década de 1960, usam modelos tubulares inovadores criados pelo engenheiro estrutural estadunidense-bangladeshiano Fazlur Rahman Khan. Este princípio de engenharia civil faz com que esses edifícios sejam estruturalmente mais eficientes e fortes. Ele reduz a utilização do material (economicamente muito mais eficiente), permitindo, simultaneamente, que as construções alcancem maiores alturas. O modelo de Khan permite menos colunas interiores e assim cria um espaço mais utilizável, além de permitir que os edifícios tenham formatos variados. Existem diversas variações do modelotubular; estes sistemas estruturais são fundamentais para o projeto de construção de altura atual. Outros pioneiros incluem Hal Iyengar e William LeMessurier.
Hoje, os arranha-céus são algo cada vez mais comum onde a terra é cara, como nos centros das grandes cidades, porque eles fornecem uma alta proporção de espaço locável por área de terra. Eles são construídos não apenas pela economia de espaço, mas, assim como templos e palácios do passado, os arranha-céus são considerados símbolos do poder econômico de uma cidade ou de um país. Eles não só definem o horizonte, como ajudam a definir a identidade da uma cidade. Em alguns casos, arranha-céus excepcionalmente altos foram construídas não por necessidade, mas para ajudar a definir a identidade e de projeção do poder da cidade onde foi construído.

## Definição
O termo "arranha-céu" foi aplicado pela primeira vez em prédios de aço de pelo menos dez andares no final do século XIX, resultado do assombro do público com os prédios altos construídos em grandes cidades estadunidenses como Chicago, Nova York, Filadélfia, Detroit e St. Louis. O primeiro arranha-céu de estrutura de aço foi o Home Insurance Building (originalmente com 10 andares e com uma altura de 42 m) em Chicago, em 1885. Alguns apontam para o edifício Jayne de 10 andares da Filadélfia (1849-50) como um protótipo de arranha-céu, ou o Equitable Life Building de sete andares de Nova York, construído em 1870, por seu uso inovador de um tipo de estrutura esquelética, mas tal designação depende em grande parte de quais fatores são escolhidos. O Council on Tall Buildings and Urban Habitat define arranha-céus como aqueles edifícios que atingem ou excedem 150 m de altura. Outras organizações nos Estados Unidos e na Europa também desenham o limite inferior de um arranha-céu a 150 m.
O Emporis Standards Committee define um prédio alto como "uma estrutura de vários andares entre 35 a 100 metros de altura, ou um prédio de altura desconhecida de 12 a 39 andares"" e um arranha-céu como "um edifício de vários andares com altura arquitetural de pelo menos 100 m".

## História

### Antiguidade e Idade Média

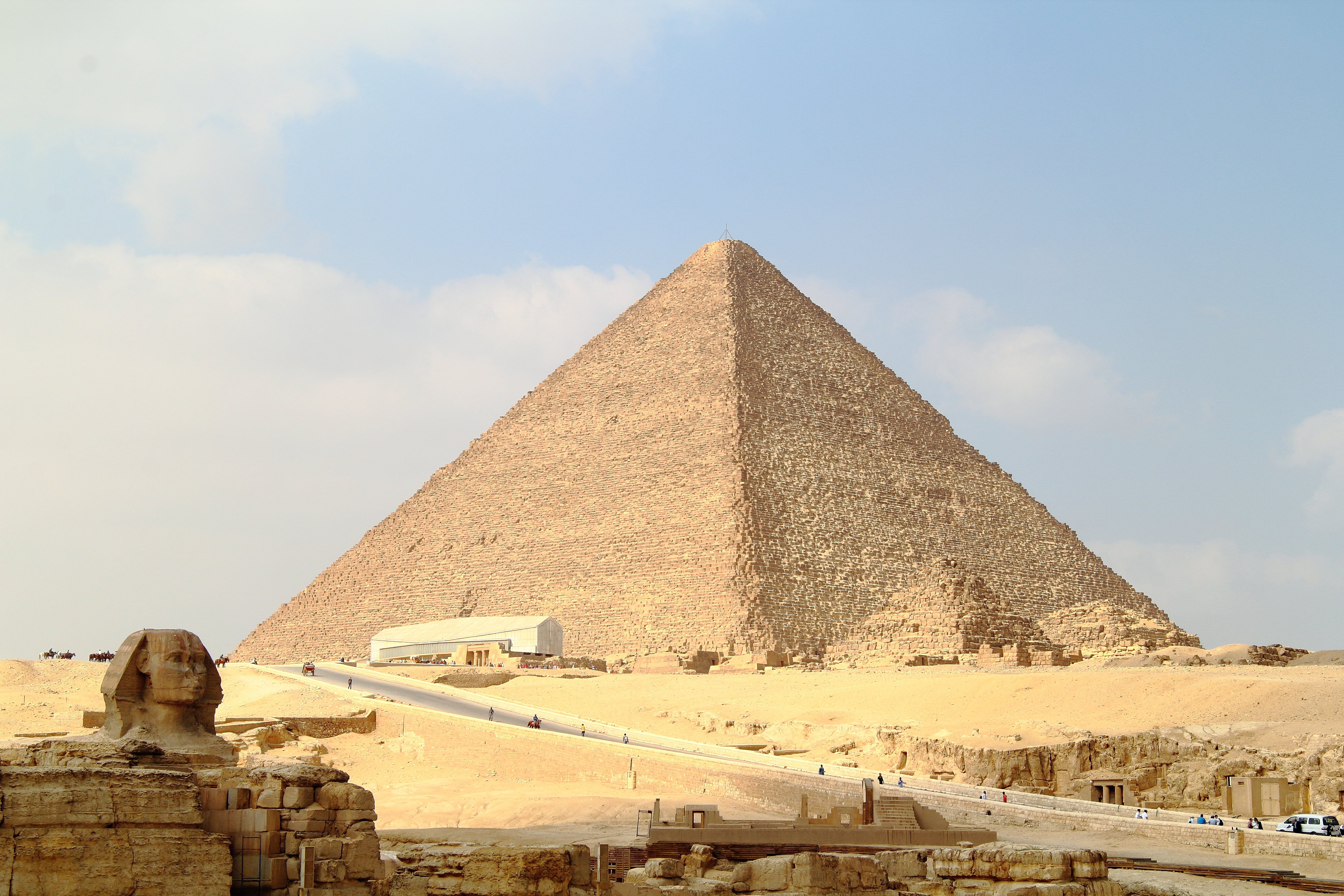
A Grande Pirâmide de Gizé.

O edifício mais alto da antiguidade foi a Grande Pirâmide de Gizé, de 146 m, no Antigo Egito, construída no século XXIV a.C.. Não foi superada em altura por milhares de anos até a construção da Catedral de Lincoln entre 1311 e 1549, que tinha 160 m até sua torre central desmoronar. Esta última, por sua vez, não foi superada até o Monumento a Washington, de 169 metros, em 1884. No entanto, por ser desabitado, nenhuma dessas estruturas realmente atende à definição moderna de "arranha-céu".
Apartamentos de arranha-céus floresceram na antiguidade clássica, como as insulae das cidades imperiais da Roma Antiga, que alcançavam dez andares ou mais. Começando com Augusto (r. 30 a.C.-14 d.C.), vários imperadores tentaram estabelecer limites de 20 a 25 m para edifícios de vários andares, mas tiveram apenas um sucesso limitado. Os andares inferiores eram tipicamente ocupados por lojas ou famílias ricas, os superiores alugados para as classes mais baixas. Os Papiros de Oxirrinco indicam que existiam prédios de sete andares em cidades provinciais, como no século III d.C. em Hermópolis, no Egito romano.
Os horizontes de muitas cidades medievais importantes possuíam um grande número de torres urbanas altas, construídas pelos ricos para defesa e status social. As torres residenciais da Bolonha do século XII chegavam a 80 m até 100 m, sendo a mais alta a torre Asinelli, com 97,2 m de altura. Uma lei florentina do ano 1251 decretou que todos os prédios urbanos fossem imediatamente reduzidos para menos de 26 m. Até mesmo cidades de porte médio da época são conhecidas por terem torres por todos os lados, como as construções de 51 m a72 m de altura em San Gimignano.

### Séculos XIX e XX

Um trabalhador durante a construção do Empire State Building. O Chrysler Building pode ser visto ao fundo.

Até por volta de meados do século XIX, o gabarito máximo encontrado nas grandes cidades capitalistas era de próximo de cinco andares. Uma das razões era devida às escadas, pois ninguém se dispunha a subir até andares altos. Por outro lado, a construção de edifícios altos demandava sistemas construtivos e tecnológicos avançados. Como a maior parte das edificações era construída em alvenaria, quanto maior a altitude, maiores as espessuras necessárias para as suas paredes portantes, seja para suportar os andares superiores ou para resistir aos esforços do vento. Porém, avanços construtivos que tornavam as paredes independentes dos elementos estruturais do edifício, como o concreto armado e a estrutura em ferro (e mais tarde em aço) já possibilitavam a construção de edifícios altos: o inconveniente das escadas, no entanto, era maior e estes sistemas de uma forma geral eram caros.
Em 1852, a invenção do elevador por Elisha Otis eliminou o primeiro empecilho. O segundo problema foi resolvido a partir da popularização dos sistemas construtivos avançados: a pré-fabricação de elementos construtivos em aço nos países industrializados passou a ser gradativamente comum. Na década de 1920, uma junção de fatores — novas técnicas de construção, materiais mais resistentes e a invenção dos elevadores — levou aos arranha-céus. A novidade mudou as formas de consumo, de fazer comércio e, principalmente, de moradia dos habitantes das metrópoles. Cabe notar também que a produção arquitetônica ligada à Escola de Chicago, influenciada e exigida pelas necessidades do capitalismo naquela cidade, e a arquitetos como Louis Sullivan possuiu também um papel de difundir as novas tipologias urbanas entre outras cidades no mundo.

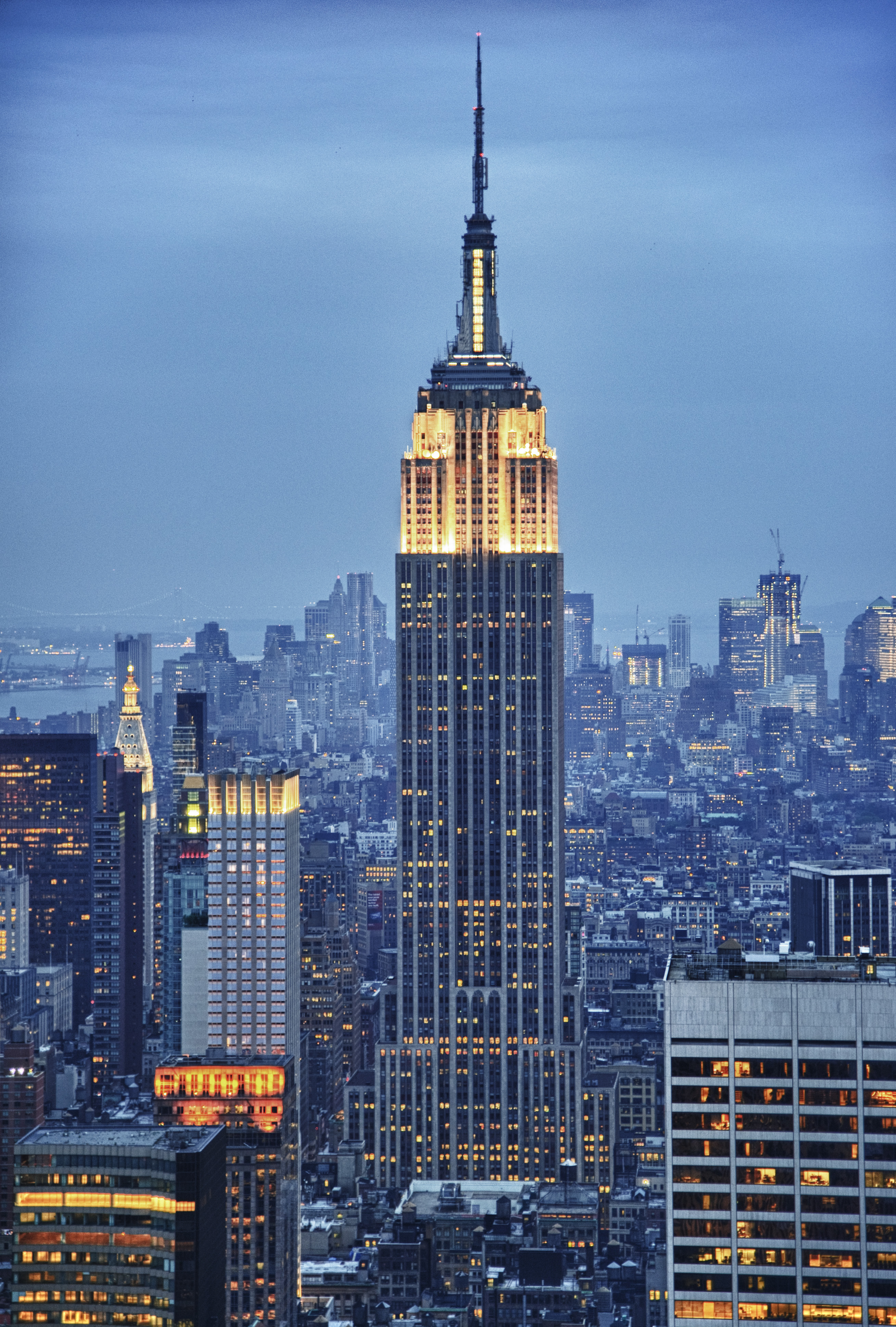
O Empire State Building em Nova York foi o maior edifício do mundo entre 1931 e 1972.

O arranha-céu passaria a caracterizar-se como símbolo do progresso industrial nas grandes cidades do mundo desenvolvido: a cidade de Nova Iorque veria nas próximas duas décadas uma corrida entre empreendedores em busca da construção do edifício mais alto. Como fruto deste fenômeno, surgiram edifícios que hoje são considerados símbolos daquela cidade, como o Empire State Building, o Chrysler Building e mais tarde o Rockfeller Center.
Nota-se também que a apropriação do formato "arranha-céus" pelo ecletismo e pelo art déco foi um elemento importante na própria definição destes estilos nos Estados Unidos e especialmente em Nova Iorque e em Chicago. A associação entre o art déco e os arranha-céus foi tão forte em determinados momentos que gerou clones dos edifícios nova-iorquinos em outras partes do mundo: o Edifício Altino Arantes em São Paulo, ainda que com altura relativamente pequena frente aos seus pares nos EUA, pode ser encarado desta maneira.
Do ponto de vista urbanístico, a aceitação dos edifícios altos nos grandes centros urbanos deveu-se sobretudo ao conceito conhecido como solo criado: trata-se de um ganho de potencial construtivo face ao custo das propriedades, pois o terreno seria pago pela sua superfície, e quanto se estendesse horizontalmente um edifício, mais cara ficaria a sua construção.
No início do século XX, Nova Iorque era um centro para o movimento de arquitetura Beaux-Arts, atraindo talentos de grandes arquitetos como Stanford White ou Carrere e Hastings. À medida que novas técnicas de construção e de engenharia se tornaram disponíveis, Nova Iorque tornou-se o centro de competições para construir o edifício mais alto do mundo. A silhueta da cidade ainda hoje reflecte os efeitos desse concurso, com numerosos dos seus edifícios a já ter ostentado o título de mais alto do mundo, muitos deles verdadeiros ícones da arquitectura do século XX:

## Mais altos da atualidade

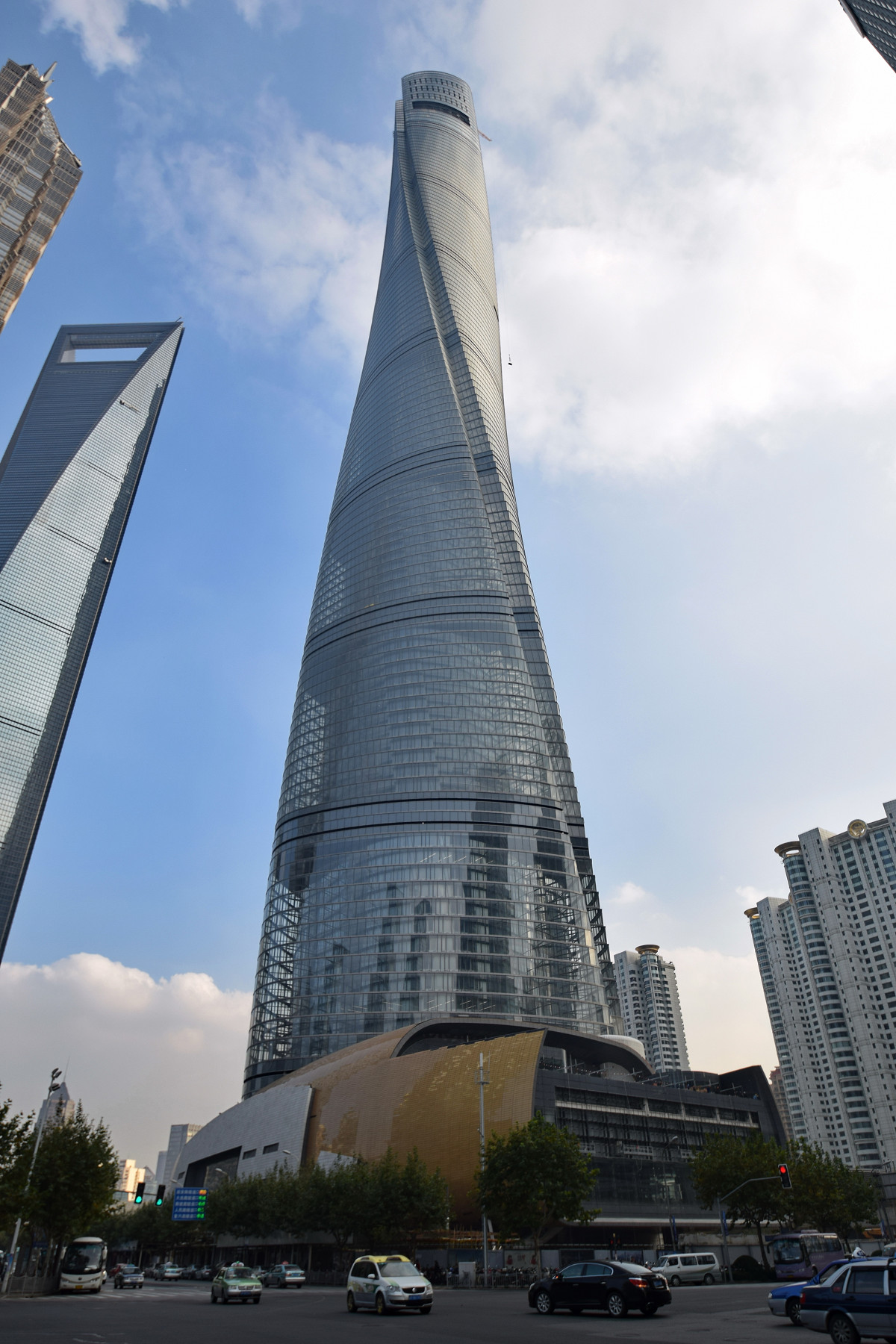
Shanghai Tower em Xangai, China, o terceiro maior arranha-céu do mundo.

| negrito | ★ Edifícios que já foram os maiores do mundo |

| Posição | Edifício[A]                  | Cidade       | País                   | Altura (m) | Andares | Construção |
| ------- | ---------------------------- | ------------ | ---------------------- | ---------- | ------- | ---------- |
| 1       | Burj Khalifa                 | Dubai        | Emirados Árabes Unidos | 828 m      | 163     | 2010       |
| 2       | Merdeka 118                  | Kuala Lumpur | Malásia                | 678,9 m    | 118     | 2023       |
| 2       | Shanghai Tower               | Xangai       | China                  | 632 m      | 128     | 2015       |
| 3       | Abraj Al Bait                | Meca         | Arábia Saudita         | 601 m      | 120     | 2012       |
| 4       | Ping An Finance Centre       | Shenzhen     | China                  | 599 m      | 115     | 2017       |
| 5       | Lotte World Tower            | Seul         | Coreia do Sul          | 554,5 m    | 123     | 2016       |
| 6       | One World Trade Center       | Nova Iorque  | Estados Unidos         | 541,3 m    | 104     | 2014       |
| 7       | Guangzhou CTF Finance Centre | Cantão       | China                  | 530 m      | 111     | 2016       |
| 7       | Tianjin CTF Finance Centre   | Tianjin      | China                  | 530 m      | 98      | 2018       |
| 9       | China Zun                    | Pequim       | China                  | 528 m      | 108     | 2018       |
| 10      | Taipei 101                   | Taipei       | Taiwan                 | 508 m      | 101     | 2004       |

### Bibliográficas
- BENEVOLO, Leonardo; História da arquitetura moderna; São Paulo: Editora Perspectiva, 2001; ISBN 85-273-0149-0